# ラ・リガ・フィリピナ

ラ・リガ・フィリピナのモノグラム

ラ・リガ・フィリピナ(La Liga Filipina;フィリピン同盟)はフィリピンの独立運動の主導者の一人、ホセ・リサールによって以下の目的をもって組織された。
- フィリピンの群島全体を一つの強健な組織に纏めること
- 欲求と必要に対する相互扶助
- 全ての暴力と不正義からの保護
- 技術的教育、農業、商業の奨励
- 改革の研究と応用

リサールらは同組織を平和的な組織に作り上げようとしたが、宗主国スペインの当局は同組織を脅威と受け止め、1892年7月6日の夜、同組織創立のたった四日後にリサールはひそかに逮捕された。翌日、総督のエウロヒオ・デスプホルはリサールのダピタン市への強制移送を決定した。
リサールの逮捕後、同組織は活動を停止した。その後ドミンゴ・フランコとアンドレス・ボニファシオよって立て直されたが、結局のところ、スペインで活動するフィリピン人組織「ラ・ソリダリダ」（「連帯」の意）をサポートする穏健派の「盟約者集団」（Cuerpo de Compromisarios）と、フィリピンにてボニファシオが組織した革命結社「カティプナン」に分裂した。